# ジュゼップ・マリア・ジュジョール
ジュゼップ・マリア・ジュジョール・ギベール(カタルーニャ語:Josep Maria Jujol Gibert, 1879年9月16日 - 1949年5月1日)はスペイン、カタルーニャ地方出身の建築家。
1879年タラゴナ県タラゴナに生まれる。フランセスク・ベレンゲールらとともにアントニ・ガウディの協力者として、建築にとどまらず家具デザインや絵画などの分野でも、その色彩感覚、造形的な才能を発揮させた。ガウディと施主達とがもめたため建設工事がとまってしまったカサ・ミラを完成させたのはジュジョールである。カサ・バトリョやグエル公園の建設にもかかわった。
晩年はカタルーニャ地方南部の町や村で教会や住宅の修復などを行なった。作品としては小規模なものが多い。代表作には、サン・ジュアン・ダスピにあるトーレ・デ・ラ・クレウのほか、マシア・ネグラ、カサ・ブファルイなどがある。

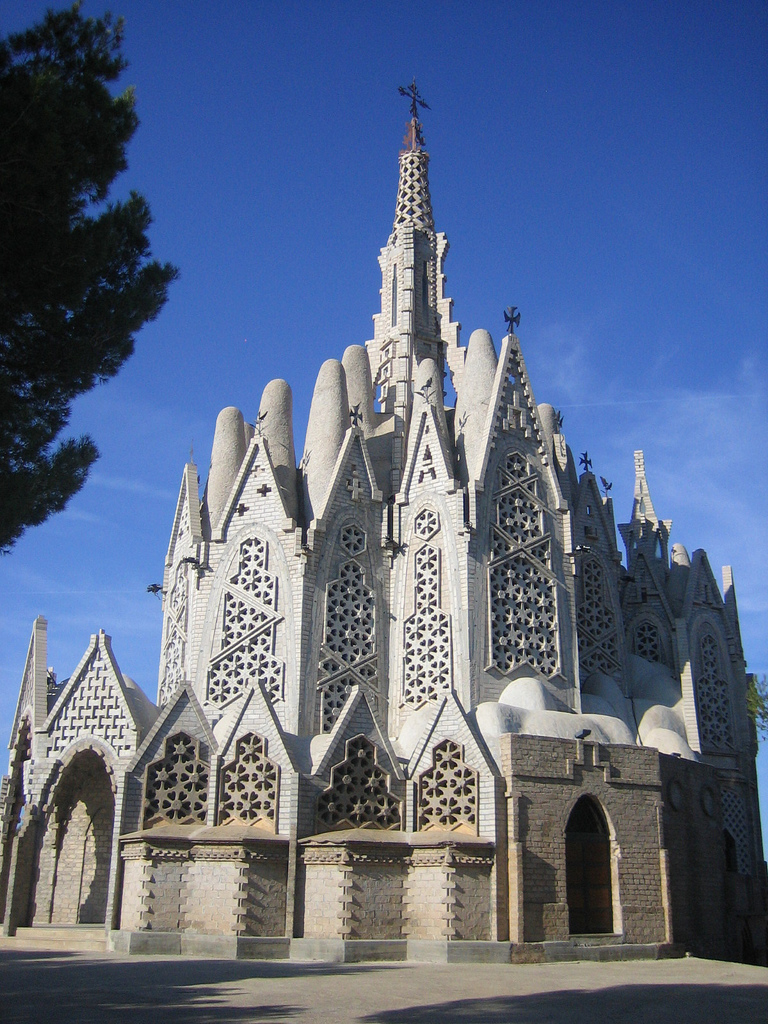
タラゴナのモンセラート教会

1949年バルセロナで生涯を終えた。

## ギャラリー

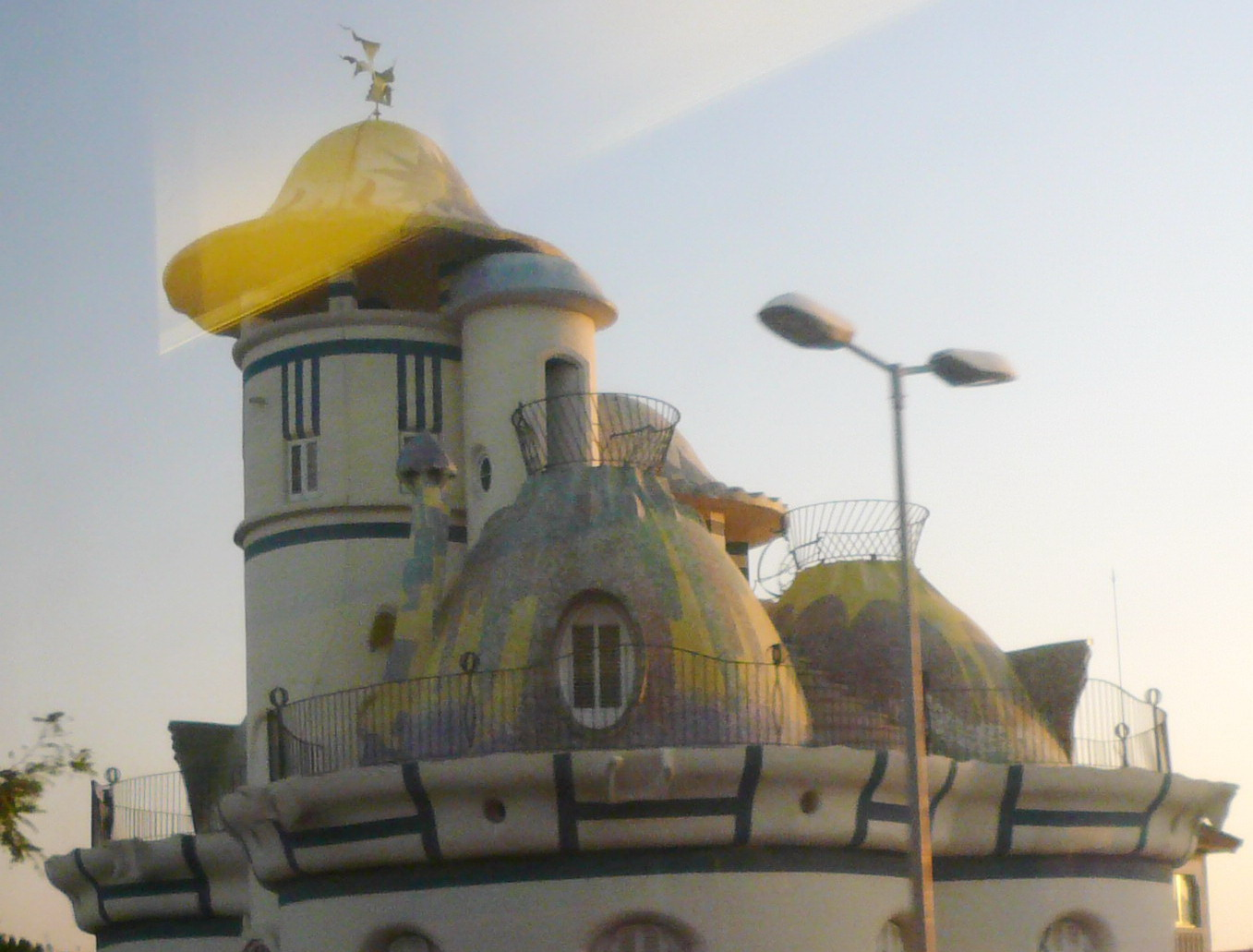
トーレ・デ・ラ・クレウ
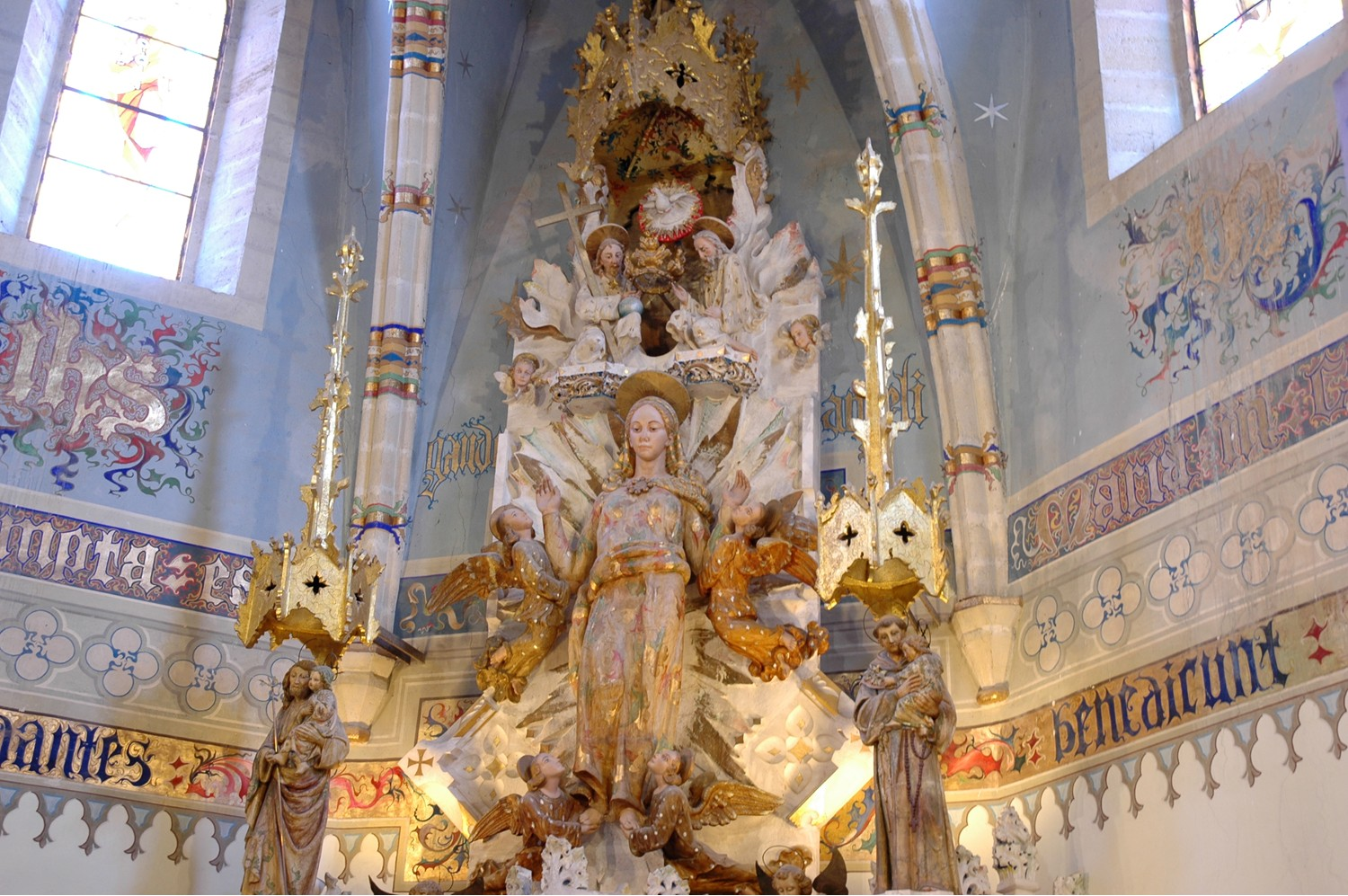
サンタ・マリア・ギマラー（ジュジョールによる修復）